# Bilsen
Bilsen là một đô thị thuộc huyện Pinneberg, bang Schleswig-Holstein, Đức.